# Гусловка
Гусловка (укр. Гуслівка) — село, 
Борщовский сельский совет,
Печенежский район,
Харьковская область.
Код КОАТУУ — 6324681004. Население по переписи 2001 года составляет 24 (11/13 м/ж) человека.

## Географическое положение
Село Гусловка находится на левом берегу реки Хотомля,
выше по течению на расстоянии в 1 км расположено село Анновка,
ниже по течению на расстоянии в 0,5 км расположено село Гарашковка.
На расстоянии в 2 км расположено село Борщевая.

## История
- 1679 — дата основания.